# Padoux
Padoux là một xã, nằm ở tỉnh Vosges trong vùng Grand Est, thuộc Cộng đồng các xã Arentèle-Durbion-Padozel.
Dân địa phương tiếng Pháp gọi là Padoselliens.

## Biến động dân số
| Năm | 1962 | 1968 | 1975 | 1982 | 1990 | 1999 |
| --- | ---- | ---- | ---- | ---- | ---- | ---- |
| Dân số | 393  | 383  | 376  | 397  | 429  | 435  |
| From the year 1962 on: No double counting—residents of multiple communes (e.g. students and military personnel) are counted only once. |      |      |      |      |      |      |